# Microphasma agassizi
Microphasma agassizi är en kräftdjursart. Microphasma agassizi ingår i släktet Microphasma och familjen Microphasmatidae. Inga underarter finns listade i Catalogue of Life.